# 8019 Karachkina
8019 Karachkina eller 1990 TH12 är en asteroid i huvudbältet som upptäcktes den 14 oktober 1990 av de båda tyska astronomen Freimut Börngen och Lutz D. Schmadel vid Tautenburg-observatoriet. Den är uppkallad efter den  rysk-sovjetiska astronomen Ljudmila Karatjkina.
Asteroiden har en diameter på ungefär tre kilometer.